# Wenceslaus van Liechtenstein
Frans Jozef Wenceslaus George Maria (Zürich, 19 november 1962 - Vaduz, 28 februari 1991) was de jongste broer van vorst Hans Adam II van Liechtenstein.
Prins Wenceslaus van Liechtenstein werd geboren als vijfde kind en jongste zoon van de Liechtensteinse vorst Frans Jozef II en diens vrouw Georgina. In 1982 ging hij naar de Koninklijke Militaire Academie Sandhurst in Groot-Brittannië. Vervolgens ging hij medicijnen studeren aan de Universiteit van Freiburg in Duitsland. Op 28 februari 1991 stierf de prins op 28-jarige leeftijd in Vaduz. Hij was kort tevoren een tijdlang in een psychiatrisch ziekenhuis in het Zwitserse Rorschach opgenomen geweest.